# José Petitinga
José Florentino de Sena, mais conhecido como José Petitinga (Nazaré, 2 de dezembro de 1866 — Salvador, 25 de março de 1939) foi um jornalista, poeta, contador brasileiro, conhecido como um dos precursores do Espiritismo na Bahia.

## Biografia
Nasceu Petitinga na fazenda "Sítio da Pedra", às margens do rio Paraguaçu, filho de Manoel Antônio de Sena e Maria Florentina de Sena.
Ainda pequeno, em sua cidade natal, passou a trabalhar numa casa comercial, tão logo terminou o curso primário. Assim, aos 11 anos apenas, emprega-se com o comerciante Francisco Torquato Barreto, de quem granjeou a confiança aprendendo os serviços contábeis, dos quais tornou-se encarregado.
Por falta de recursos, deixa de prosseguir nos estudos, tornando-se autodidata. Começa a escrever para jornais, usando o pseudônimo que o tornou conhecido. Como então falava de política, e tendo de resguardar-se tanto do pai como do patrão, sem entretanto poder ficar omisso, fez o nome Petitinga reconhecido – a tal ponto que, depois, fez constar em cartório que abandonava o nome de registo, para adotar este, em definitivo.
Em 1895 assumiu a função de guarda-livros da Companhia Viação do São Francisco – que fazia a navegação no Rio, nela continuando quando, na administração de Luiz Vianna, passou para a esfera pública, assumindo em diversas ocasiões a direção da mesma.
Em 26 de dezembro de 1912 assume a função de contador na Companhia União Fabril da Bahia, tornando-se depois diretor da mesma, mudando-se nesta ocasião para a capital do estado. Aí trabalhou até quando de sua morte.
Foi casado em primeiras núpcias com Francisca Laura de Jesus Petitinga (29 de novembro de 1895), da qual ficou viúvo em 1903 e com quem teve 7 filhos, três dos quais falecendo ainda em tenra idade. Ele Casou-se novamente em 11 de fevereiro de 1906 com Maria Luiza Petitinga, sem filhos deste novo consórcio.

## Espiritismo
Desde 1893 adepto da Doutrina Espírita, tornou-se logo em seu ardoroso defensor, tendo fundado em Juazeiro o "Grupo Espírita Allan Kardec", onde trabalhou intensamente na prática caridosa, sobretudo em campanhas para a construção de casas para as vítimas das enchentes do rio São Francisco.
Em 1912, com a mudança para Salvador, prosseguiu nos labores espíritas, tornando-se em famoso propagador das lições doutrinárias, reputado como primoroso orador, mas sempre dotado de grande humildade e presença de espírito.
Participando do Centro espírita "Religião e Ciência", lutou contra a decadência do mesmo, identificando de logo a causa para as dificuldades enfrentadas como a falta de um organismo central e orientador. Fundou, assim, em 25 de dezembro de 1915 a União Espírita Baiana – entidade que hoje continua seus trabalhos, como a Federação Espírita do Estado da Bahia – presidindo-a até quando de sua morte, legando à entidade sua vasta biblioteca.
A 3 de outubro de 1920, tendo Petitinga à frente da direção do movimento, é inaugurada a sede definitiva da entidade, no Largo de São Francisco, no Centro Histórico de Salvador.
Deixou Petitinga, para os adeptos do Espiritismo, na Bahia e no Brasil, exemplos de vida e compromisso com a causa, que defendeu e divulgou, a ponto de sua memória ser continuamente evocada. A seu lado teve outro grande Espírita brasileiro, o contador Manoel Philomeno de Miranda, que o sucedeu na direção da casa.

## Poeta e vernaculista
Desde os 20 anos publicando seus versos, Petitinga granjeou, também, a fama de acurado vernaculista. A tal ponto isso foi verdade que consta ter o médico e político Cezar Zama, notável latinista, afirmado:
"Na Bahia, o latim é comigo; o português, com o Petitinga".
Colaborou em diversos jornais e periódicos baianos de seu tempo, tanto na capital como noutras cidades, tendo ainda fundado o jornal "A Idéia".
Como poeta, recebeu elogios de críticos como Sílvio Romero e Abílio César Borges, e comentários elogiosos do Jornal do Commercio. Seus livros foram:
- "Harpejos Vespertinos"
- "Madressilvas"
- "Tonadilhas"